# Hylogomphus apomyius
Hylogomphus apomyius is een echte libel uit de familie van de rombouten (Gomphidae).
De wetenschappelijke naam van de soort werd in 1966 als Gomphus apomyius gepubliceerd door Thomas Donnelly.